# Lilian Lenton

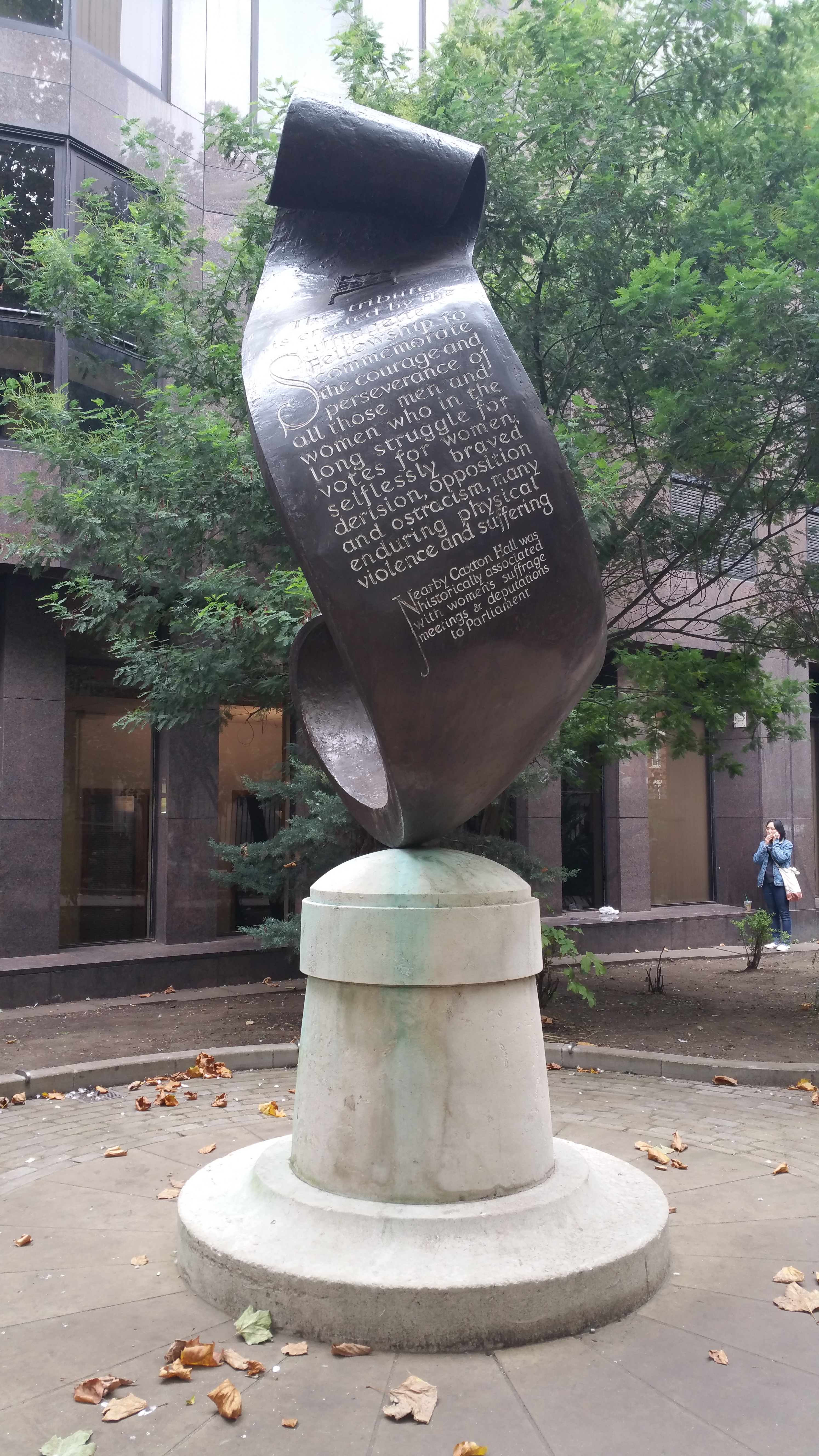
Un memoriale al movimento delle suffragette, eretto negli anni '70 e inaugurato da Lilian Lenton

Lilian Ida Lenton (Leicester, 5 gennaio 1891 – Twickenham, 28 ottobre 1972) è stata una ballerina, attivista e suffragetta britannica, vincitrice di una medaglia della Croce Rossa francese per il suo servizio come attendente nella prima guerra mondiale.

## Biografia

### Primi anni
Lillie Lenton nacque a Leicester nel 1891, primogenita di Isaac Lenton (1867-1930), falegname e di sua moglie Mahalah (nata Bee; 1864-1920), casalinga. Dopo aver lasciato la scuola si formò per diventare una ballerina, ma, dopo aver sentito parlare Emmeline Pankhurst, "... quella notte decisi che non appena avessi compiuto ventuno anni e fossi diventata il capo di me stessa... mi sarei offerta volontaria".
Al raggiungimento di quell'età, si unì alla Women's Social and Political Union e con i suoi colleghi prese parte a una campagna di sfondamento delle vetrine nel marzo 1912. Fu incarcerata per due mesi sotto lo pseudonimo di "Ida Inkley".

### Notorietà
All'inizio del 1913, con Olive Wharry, iniziò una serie di attacchi incendiari a Londra e fu arrestata nel febbraio 1913 con l'accusa di aver dato fuoco alla Tea House di Kew Gardens. Nel carcere di Holloway fece uno sciopero della fame per due giorni prima di essere alimentatamente forzatamente, cosa che la fece ammalare gravemente di pleurite causata dal cibo che le era entrato nei polmoni. Ci vollero due medici e sette guardie per trattenerla. Fu rilasciata rapidamente e silenziosamente.

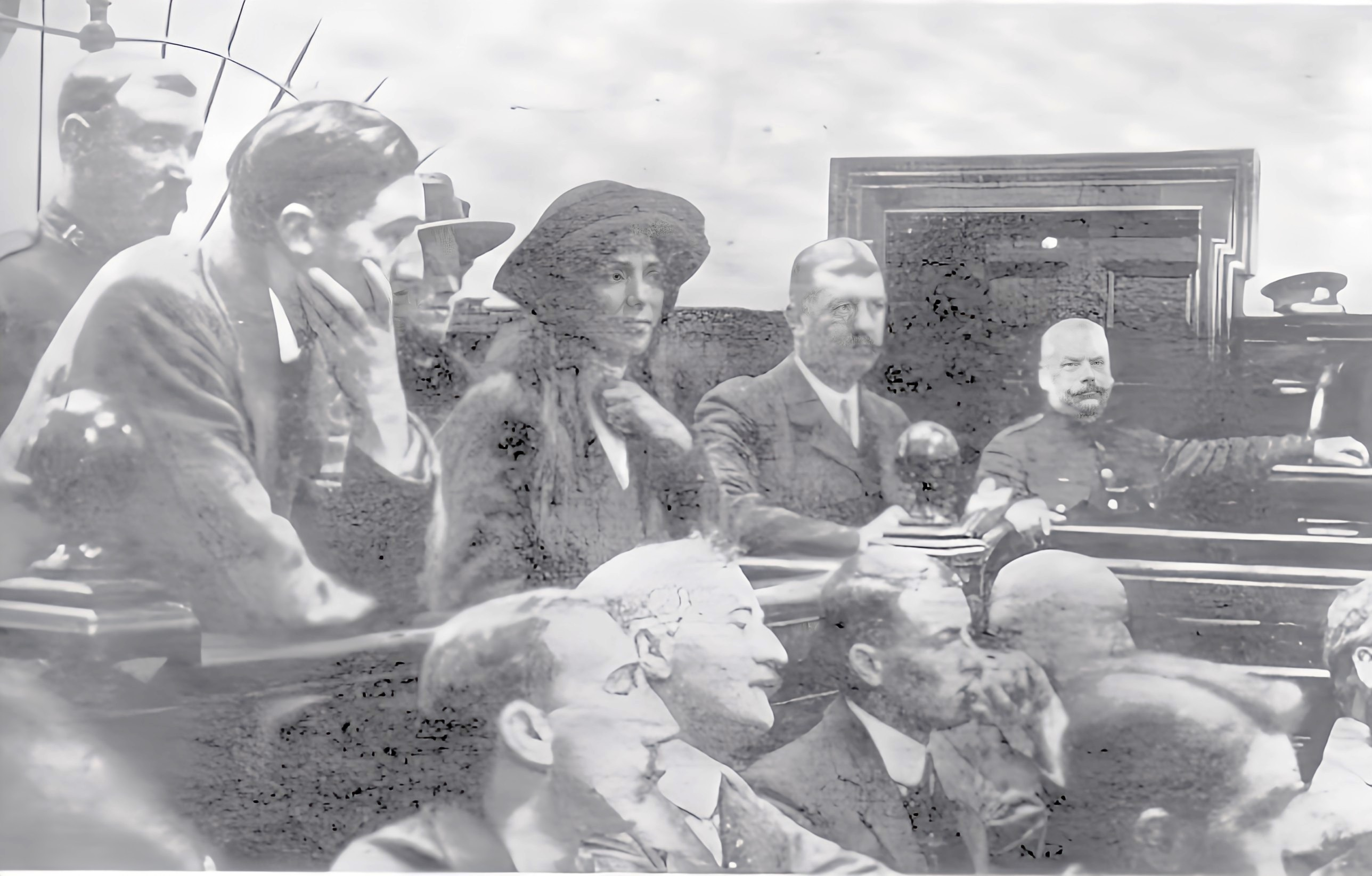
Lenton e Harry Johnson (a sinistra) al molo di Leeds Assizes nel giugno 1913

Il suo caso suscitò indignazione nell'opinione pubblica, aggravata dal fatto che il Ministro degli Interni, Reginald McKenna, negò che fosse stata nutrita con la forza e che la sua malattia era in realtà causata dal suo sciopero della fame. Tuttavia, i documenti del Ministero dell'Interno mostrano che fu alimentata forzatamente il 23 febbraio 1913.
Una lettera al Times nel 1913, da Victor Horsley, un importante chirurgo, affermava che "...il tentativo del ministro dell'Interno di negare che la signorina Lenton fosse stata quasi uccisa dall'alimentazione forzata è inutile... era legata a una sedia e la sua testa trascinata all'indietro attraverso lo schienale della sedia per i capelli. Il tubo è stato forzato attraverso il naso due volte... dopo la seconda introduzione, quando il cibo fu versato, provocò un violento soffocamento". Per evitare un ulteriore imbarazzo politico, il governo si precipitò ad approvare il suo "Cat and Mouse Act" nell'aprile 1913, che affermava che i "topolini" suffragette in sciopero della fame potevano essere rilasciati su licenza temporanea per recuperare la loro salute, quando le forze di sicurezza avrebbero potuto arrestarli nuovamente.
Nel giugno 1913 la Lenton fu arrestata a Doncaster e accusata come "May Dennis" di trovarsi nei locali di una casa non occupata che era stata data alle fiamme. Fu rilasciata dalla prigione di Armley a Leeds dopo diversi giorni; in questa occasione non c'era stato alcun tentativo di alimentarla forzatamente. Il suo complice nell'attacco incendiario era un giornalista locale di 18 anni di nome Harry Johnson, che fu condannato a 12 mesi di lavori forzati nella prigione di Wakefield.
Nel luglio 1913 la polizia di Leeds stava cercando Lenton quando fu ordito un complotto elaborato, mentre lei modo stare con Frank Rutter, direttore della Leeds Art Gallery, per permetterle di scappare in un furgone per le consegne, guidato da Leonora Cohen vestita da fornaio mentre la Lenton si scambiava di posto con Nora Duval vestita da fattorino che leggeva un fumetto e mangiava una mela. I taxi la portarono ad Harrogate, poi a Scarborough, da dove fuggì in Francia su uno yacht privato.
L'Ufficio del casellario giudiziale pubblicò una sua foto di sorveglianza (vedi sopra a destra) scattata segretamente nel cortile della prigione di Holloway, nei dettagli allegati della quale viene descritta come alta 5 piedi e 2 pollici con occhi e capelli castani. Lei in seguito dichiarò: "Ogni volta che ero fuori di prigione il mio obiettivo era quello di bruciare due edifici a settimana... L'obiettivo era quello di creare una condizione assolutamente impossibile degli affari nel paese, per dimostrare che era impossibile governare senza il consenso dei governati." Fu arrestata nell'ottobre 1913 mentre ritirava una bicicletta dal deposito bagagli della Stazione di Londra Paddington, e mentre era in custodia cautelare intraprese uno sciopero combinato della fame e della sete, per il quale fu nuovamente alimentata con la forza. La sua salute fisica fu nuovamente seriamente compromessa da questo trattamento, fu rilasciata su licenza per 5 giorni e affidata alle cure di una certa signora Diplock di Londra, ma di nuovo fuggì.
Fu nuovamente arrestata il 22 dicembre 1913, con l'accusa di aver appiccato il fuoco a una casa a Cheltenham. Fu riconosciuta dalla sua fotografia di sorveglianza della polizia e imprigionata, quando iniziò un altro sciopero della fame e della sete, per essere rilasciata alle 11 del mattino e affidata alle cure della signora Impey di Birmingham, dalla cui casa scappò ancora una volta, rimanendo in libertà fino all'inizio di maggio 1914, quando fu nuovamente arrestata a Birkenhead. Detenuta in custodia cautelare e in attesa di processo presso l'Assise di Leeds per l'incendio doloso commesso a Doncaster, fece nuovamente lo sciopero della fame e della sete fino al rilascio il 12 maggio 1914. A causa della frequenza delle sue fughe, divenne nota come la "piccola, astuta, sfuggente Primula Rossa". Ricevette una medaglia Hunger Strike "al valore" dalla WSPU.
La Women's Social and Political Union sospese la sua campagna militante nel 1914 allo scoppio della prima guerra mondiale per concentrarsi sullo sforzo bellico. Durante questo periodo le donne svolgevano lavori tradizionalmente svolti da uomini, dimostrando di poterli svolgere altrettanto bene e mettendo a tacere uno degli ultimi argomenti contro il suffragio femminile. Dopo la guerra fu approvato il Representation of the People Act 1918 che assegnava il voto alle donne capofamiglia, o alle mogli dei capofamiglia, di età pari o superiore a 30 anni. Lenton non rimase impressionato da questa concessione, raccontando più tardi in un documentario della BBC: "Personalmente non ho votato per molto tempo perché non avevo né un marito né mobili, anche se avevo più di 30 anni."
Compì 30 anni nel 1921. Alle donne furono concessi diritti di voto uguali agli uomini, tra cui l'abbassamento dell'età di voto a 21 anni, dalla Legge sulla rappresentanza del popolo (Equal Franchise) del 1928 quando aveva 37.

### Gli anni successivi
Poco prima della Prima Guerra Mondiale la Lenton incontrò lo scrittore D. H. Lawrence quando fuggì dalla polizia e fuggì nel Lake District. Le è stato presentato come "un uomo che ha solo un argomento, e questo è il sesso". Durante la prima guerra mondiale Lenton prestò servizio in Serbia presso gli Scottish Women's Hospitals for Foreign Services e ricevette la medaglia della Croce Rossa francese. Dopo la Rivoluzione Russa (1917) viaggiò in Russia con la collega suffragetta Nina Boyle. In seguito lavorò presso l'ambasciata britannica a Stoccolma. Fu relatrice per il Fondo Save the Children e dal 1924 al 1933 fu relatrice e organizzatrice di viaggi per la Women's Freedom League, nonché redattrice del Bollettino della Lega per oltre 11 anni. Dopo aver lavorato in Scozia nel campo del benessere degli animali, divenne segretaria finanziaria dell'National Union of Women Teachers fino al 1953.
Nel 1955 apparve con altre ex suffragette in una trasmissione della BBC News accanto alla statua di Mrs Pankhurst per celebrare il 37º anniversario del voto delle donne. Fu nuovamente filmata nel 1959 quando discusse il Cat and Mouse Act. Questo articolo fu trasmesso nel gennaio 1960. Infine, fu intervistata per BBC News nell'ottobre 1961 quando parlò del suo incontro con D. H. Lawrence. Confessò durante l'intervista che l'unico dei suoi libri che aveva letto da quando lo aveva incontrato era L'amante di Lady Chatterley, affermando "deve essere stata un'edizione espurgata, perché non ricordo nulla di speciale".
Nel 1970, come tesoriera della Suffragette Fellowship, inaugurò un memoriale a Christchurch Gardens, Westminster, dedicato a tutte le donne che avevano combattuto per ottenere il voto.
Lilian Lenton morì nel 1972. Non si sposò mai.